# Wanderszeit
Wanderszeit es el primer demo de la banda alemana de Black metal Horn lanzado en el año 2004.

## Canciones
1. " Ein Fuchs, er stand am Bergestod" - 05:00
2. " Der grimmig Tod schnitt ewig drein" - 04:59
3. " Wandersrast" - 05:53
4. " Zwei Raben auf hohem Turme" - 06:11

Tiempo total: 22:03
- Datos: Q6166338